# アメリカ海兵隊

アメリカ海兵隊紋章

アメリカ海兵隊（アメリカかいへいたい、英語: United States Marine Corps、略称：USMC）は、アメリカ合衆国の海兵隊である。アメリカ軍の6つの軍種の1つ。アメリカ合衆国に8個ある武官組織の1つ。
2020年時点で約18万人の現役将兵と約3万8500人の予備役を擁している。Marines、Devil Dogs とも呼ばれることがある。
本稿では誤解のおそれがない限り「アメリカ」を省略し単に「海兵隊」とよぶ。陸海空軍や他の機関についても同様。

## 概要

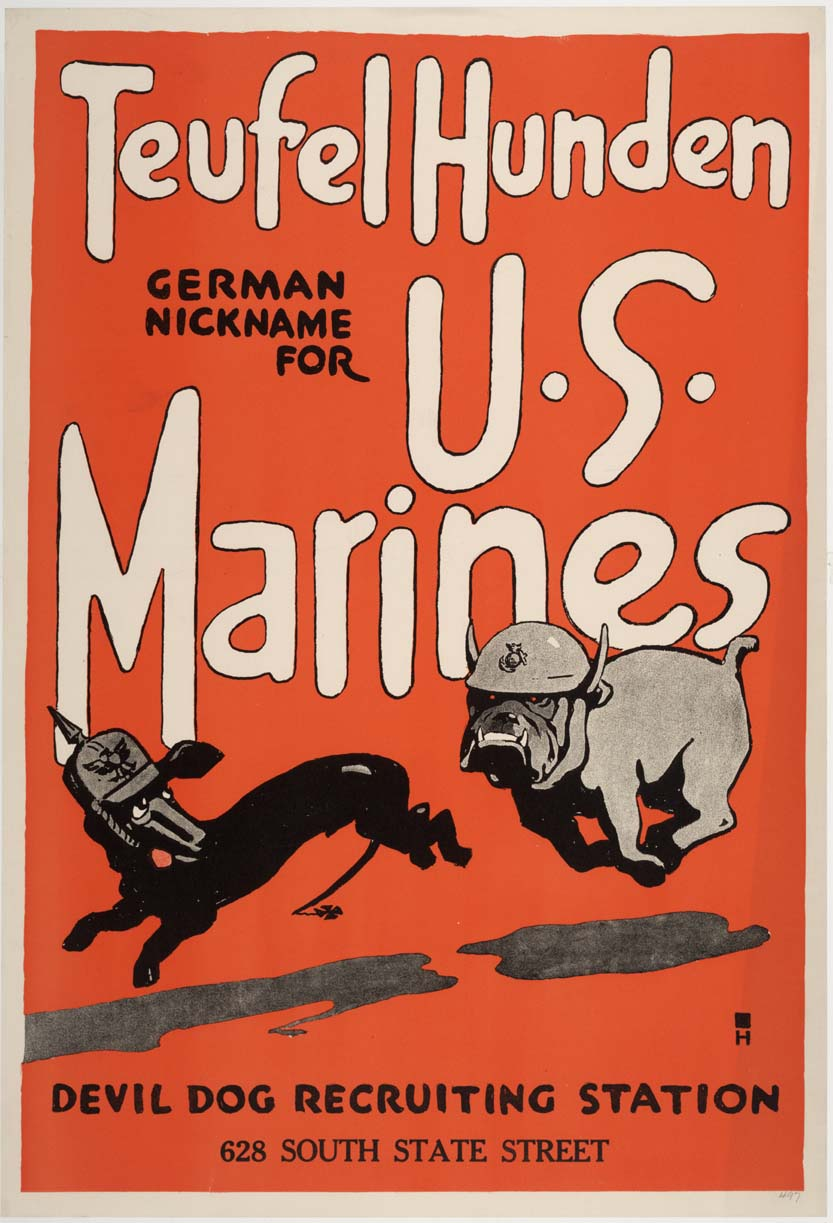
「トイフェル・フンデン（デビル・ドッグズ）、ドイツでの合衆国海兵隊の仇名」。海兵隊の募集ポスター（1914年 - 1918年）。ピッケルハウベを被ったダックスフントがドイツ軍、追いかけるブルドッグが海兵隊である。

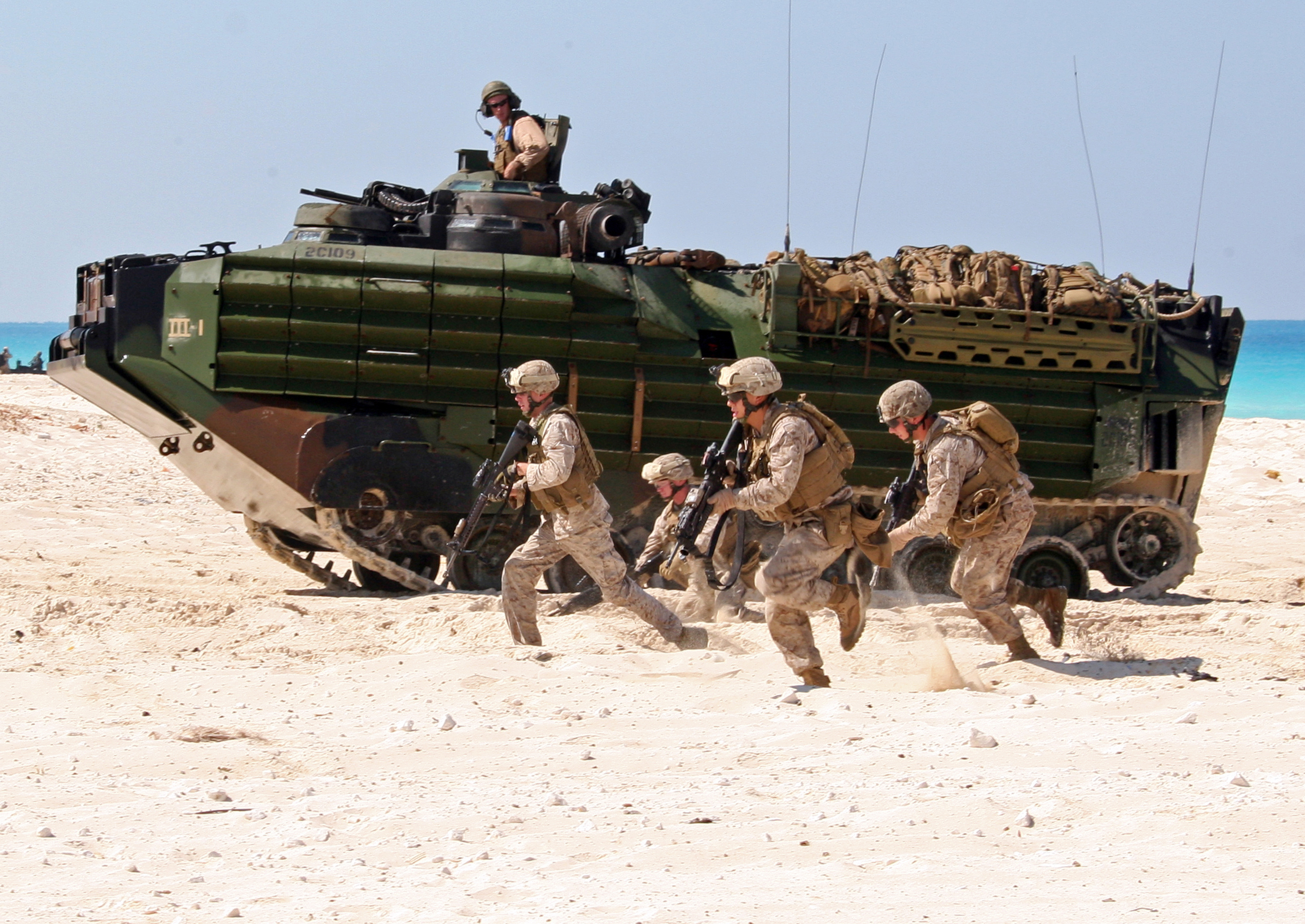
エジプトで上陸作戦の演習を行う第22海兵隊遠征隊

海兵隊は、アメリカ合衆国の法律に基づき、海外での武力行使を前提とし、アメリカ合衆国の国益を維持・確保するための緊急展開部隊として行動する。また、必要に応じて水陸両用作戦（上陸戦）を始めとする軍事作戦を遂行することも目的とする。本土の防衛が任務に含まれない外征専門部隊であることから「殴り込み部隊」とも渾名される。また、大統領搭乗時にマリーンワンのコールサインを使用する大統領専用ヘリコプターの運用を担当している。
海兵隊は、独自の航空部隊や主力戦車を装備し、戦闘艦艇は保有しないものの物資輸送船を装備しており、幅広い作戦を自ら行う能力を備えている。また、場合によっては海軍の航空母艦や強襲揚陸艦などを利用して広い範囲で活動できる。
在外公館を含む海外の拠点の警備を任務に含むため比較的戦闘に巻き込まれやすい。しかし、もちろん任意に戦闘をできるわけではなく、海兵隊も陸海空軍と同じく戦争権限法による拘束を受けている。議会の承認を受けずに大統領命令のみに基づいて出撃した場合は事後48時間以内に下院議長と上院臨時議長宛の書面での報告が必要であり、議会が宣戦布告についての審議をする。宣戦布告が議決されない場合、開始した戦闘は議会への報告後60日以内のみが認められ、さらに30日以内の撤兵が義務付けられている。
軍政面からみると海兵隊は海軍省下の部局であり、装備の調達などは海軍省が行う。軍令面では法律によって単独の軍としての独立性が保障されている ことから、指揮系統において海軍省内では海軍と並列になっている。海兵隊は海軍の艦船で共に勤務するなど、連携した活動を行っている。
後述するように、歴史上、海兵隊は組織としてのアイデンティティや存在価値を設立当初から問われ続けており、第二次世界大戦の直前に海軍によるテコ入れがあるまでは幾度となく消滅の危機に立たされた。

## モットー
公式の標語は、ラテン語の “Semper fidelis”。英語では Always faithful. 直訳すれば「常に忠誠を」となり、通常口語体では Semper Fi!（センパーファーイ）と言う。この標語は、紋章のスクロールにも記されている。
“The Few, The Proud.”（誇り高き少数精鋭）や Once a Marine, Always a Marine.（一度なったら、常に海兵）といった標語もあり、「一度海兵隊に入隊したなら、除隊しようとも一生『海兵隊員としての誇り』を失わず、アメリカ国民の模範たれ」とされている。

## 沿革

### 創設期

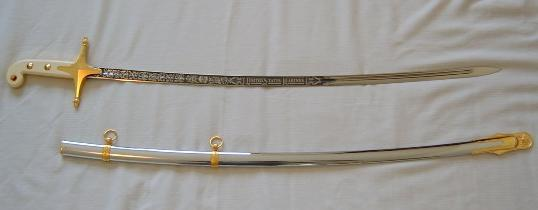
1826年に採用された士官向けの軍刀

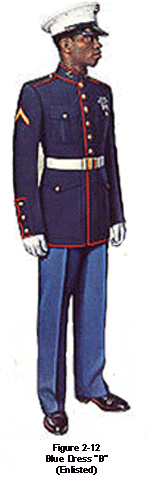
ブルードレスを着用した一等兵

アメリカ海兵隊は、アメリカ独立戦争中の1775年11月10日に大陸会議によって設立された大陸海兵隊 (Continental Marines) を起源としている。この組織が創設されたのは、本国のイギリス軍に海兵隊という組織があったから単に同様のものを設置しただけのことであり、海兵隊という組織ならではの特別な創設理由や責任任務は無かった。ジョージ・ワシントンは、自らが率いる大陸軍から兵士を引き抜かれるのに反対したため、大陸海兵隊は部隊設立の人員を新たに募集しなければならなかった。この募集は「タン・タバーン (Tun Tavern)」という居酒屋で、その所有者のキャプテン・ロバート・ムラン (Robert Mullan) によって始められた。この居酒屋は今も海兵隊の誕生の地とされている。しかし、大陸会議で承認された公式の軍事組織であったとはいえ、得体の知れない大陸海兵隊などという組織への入隊希望者はいなかったので、酒場で若者を泥酔させたところで入隊のサインをさせてそのまま入営させるようなことも行われたという。こうして創設時に集めることができたのは、10人の将校と約200人の兵卒に過ぎなかった。彼らの大半は取り立てて技能のない移民であり、戦闘についての知識を持っている者は皆無に近かった。初代海兵隊総司令官となるサミュエル・ニコラスも居酒屋経営者だったが、フィラデルフィア社会で顔が利くという理由から抜擢された。
大陸海兵隊は、当時の艦船乗り組みの海兵隊員の一般的な任務であった荒々しい水兵達の海上での反乱防止など、艦内秩序の維持を目的とする警備任務などを普段は行い、戦闘時には強行接舷した敵艦に斬り込み隊として白兵戦を行ったり、接近した敵艦の乗組員を小銃で狙撃したりする任務をこなした他、コマンド部隊としてイギリス軍の物資集積所を海から上陸して襲ったりしていたが、これらは言わば大陸海軍や大陸軍の助っ人的な立ち回りをしていたに過ぎず、アメリカ独立戦争が大陸側勝利で目処がついた1783年に解散した。
その後、フランス革命の影響による「擬似戦争」と呼ばれるフランスとの緊張状態の発生により、1798年7月11日にアメリカ海兵隊 (United States Marine Corps) として再建された。
総司令官にはウィリアム・W・バローズ少佐が任命され、その当時の構成は次の通りであった。
- 大尉:4名
- 中・少尉:28名
- 軍曹:48名
- 伍長:48名
- 鼓手:32名（当時必須の兵士）
- 兵卒:720名

※将校は上院による任命制で、兵の任期は3年であった。
再建時に海兵軍楽隊が組織され、1801年1月1日に第2代アメリカ合衆国大統領のジョン・アダムズの求めに応じて大統領府における演奏会を行って以来、大統領の面前で演奏できる唯一の軍楽隊としての栄誉を与えられた。
海兵隊の将校および下士官に帯刀が義務付けられたが、再建時点で制式化された刀剣はなく下士官は陸軍と同じ物を使用していたとされる。1826年には士官向けにマムルーク刀風の新形軍刀が採用された。現在でも海兵隊士官はこれに類似した軍刀を使用している。下士官用として1859年に採用されたアメリカ海兵隊下士官刀は、アメリカ全軍の装備としては最も古くに採用され、最も配備期間が長いものである。
アメリカ海兵隊構成員は俗に “Leather Necks”（レザーネックス）と呼ばれるが、これはこの再建時に士官・兵士を問わず共通して支給された唯一の装備である、刃物から首を守る防具も兼ねた黒い皮革製のカラー（襟）に由来する。現代の軍服はスーツ型の開襟ジャケットが主流であるにもかかわらず、アメリカ海兵隊の礼装であるブルードレスが立襟なのもこの伝統に由来する。現代では蔑称であるジャーヘッドよりはマイナスイメージが少ない呼び方であり、海兵隊協会の雑誌『レザーネック・マガジン』や海兵隊員の交流サイト “Leatherneck.com” など多くのメディアで使われている。

### 海賊退治、米墨戦争、第一次世界大戦
アメリカ海兵隊の海外派遣は、地中海の自由航行権をめぐるトラブルからオスマン帝国の独立採算州であるバーバリ諸国との間で発生した第一次バーバリ戦争（1801年 - 1805年）が初めてで、この時は1804年にアレクサンドリアに上陸したプレスリー・N・オバノン中尉の率いる部隊が、1805年4月27日にトリポリの要塞を占領したことにより、勝利を確定的なものにし、拿捕された自国艦の乗組員の身代金6万ドルを支払ったものの、今後はアメリカ合衆国船籍の船の航行を妨害しないことを約束させることに成功した。
米墨戦争では陸軍に先んじて宮殿を占領するなどの活躍を見せたほか、第一次世界大戦では兵力も増強され、士官4000人、兵7万5000人となり、アメリカ合衆国欧州派遣軍の一部としてフランスのベロー・ウッドで逃げ腰のフランス軍に代わってドイツ軍と激戦を繰り広げ、崩れかけた体勢を立て直してドイツ軍を撃退し、その他にも地上戦において戦果を挙げている。
しかし、これらの海兵隊の勇敢な戦果の数々は、結局は陸軍と区別がつけられるものではなく、同じ地上戦を所管する陸軍からは「戦果を横取りされた」として敵視されたあげくに予算の配分を巡って争う始末であり、海兵隊不要論はアメリカ軍部内に燻りつづけて、ときおり火を吹いていた。
1910年代から1930年代の戦間期の海兵隊は、独立した戦闘能力を維持するために小規模な師団的な部隊を大隊単位で恒常的に設置するようになり、人員も大体、士官1000人、兵2万人で推移して、海兵隊総司令官も少将から中将になった。
この頃になると水兵の気質も昔に比べて穏やかになり、白兵戦が生起することも無くなって、海兵隊を海軍艦内に常駐させる必要性は薄れていた。艦内での海兵隊の役割は海軍水兵のものと区別がつかなくなっており、当然、指揮系統上も海軍と対立が起きていたので、海兵隊はアメリカ国内外の海軍基地の警備、海外緊急派遣という新たな任務が与えられた。
1903年に締結されたパナマ運河条約によって、アメリカ合衆国がパナマから「パナマ運河地帯」と呼ばれるパナマ運河の中心から両側5マイルの地域を租借し、海兵隊がその警備を割り当てられると、数個大隊を集めてパナマへ派遣するための連隊が例外的に編成された。この時代の海兵隊の組織は基本的に中隊であり、総兵員も19世紀で士官は100人以下、兵が1000〜2000人、20世紀初頭で士官200人台、兵1万人弱程度であった。それでも海兵隊不要論者からは「アメリカ軍が獲得した前進基地を防衛する任務は、海兵隊では能力不足だ」として攻撃されていた。
海兵隊はこの当時、中米・カリブ海諸国のハイチ、ドミニカ共和国、パナマ、メキシコ、ニカラグアなどに派遣されていたが（バナナ戦争）、1927年にニカラグアで始まったサンディーノ戦争で、アウグスト・セサル・サンディーノ将軍率いるゲリラ部隊に苦戦すると1933年に撤退した。ニカラグアから撤退すると、フランクリン・ルーズベルト大統領は善隣政策を導入し、他の中米諸国からも撤退させた。
海兵隊は、設立当初から組織としてのアイデンティティや独自の存在価値を問われ続けて平時には常に規模が縮小され、議会などでも海兵隊の維持経費は「無駄な経費」と罵倒され、解体されて海軍や陸軍に吸収される危機に何度もさらされていた。このような状況にもかかわらず、海兵隊が解散しなかったのは、他国の海兵隊のように陸海軍の傘下として設置したのではなく、1798年の再建時に海兵隊を陸海軍と並列の立場で別に設置することを法律で定めたことに端を発しており、議会の決議で法律を制定して設置した以上、アメリカ軍部内の独自判断では解散させることができず、解散についても議会の決議が必要であったためであり、議会に海兵隊擁護論者がいたためであった。
そのような逆境下において、アメリカ合衆国と同じ連合国として第一次世界大戦に参戦した日本が赤道以北のドイツ領ニューギニア各諸島を占領し、大戦後はヴェルサイユ条約によって正式に日本の委任統治領とされたことに伴い、米西戦争で獲得した西太平洋におけるフィリピン、グアムの海外領土や中国での各種権益を持つアメリカにとって、わずか半世紀と少し前にマシュー・ペリー率いる自国の東インド艦隊が訪問して開国させた日本が急速に発展膨張し、中部太平洋に割り込む形で旧ドイツ領ニューギニア地域にまで進出してきたことは、脅威となり始めていた。そこで、海兵隊という組織としての存在価値を新たに明示するため、1921年アール・H・エリス海兵隊少佐が日本本土侵攻作戦についての論文「ミクロネシア前進基地作戦行動 (Advanced Base Operations in Micronesia)」を7か月で書き上げた。この論文は、海軍が以前より研究し1919年に非公式に立案されたオレンジ計画を肉付けすることとなり、1924年アメリカ陸海軍合同会議 (Joint Army and Navy Board) で採用された。

### 第二次世界大戦

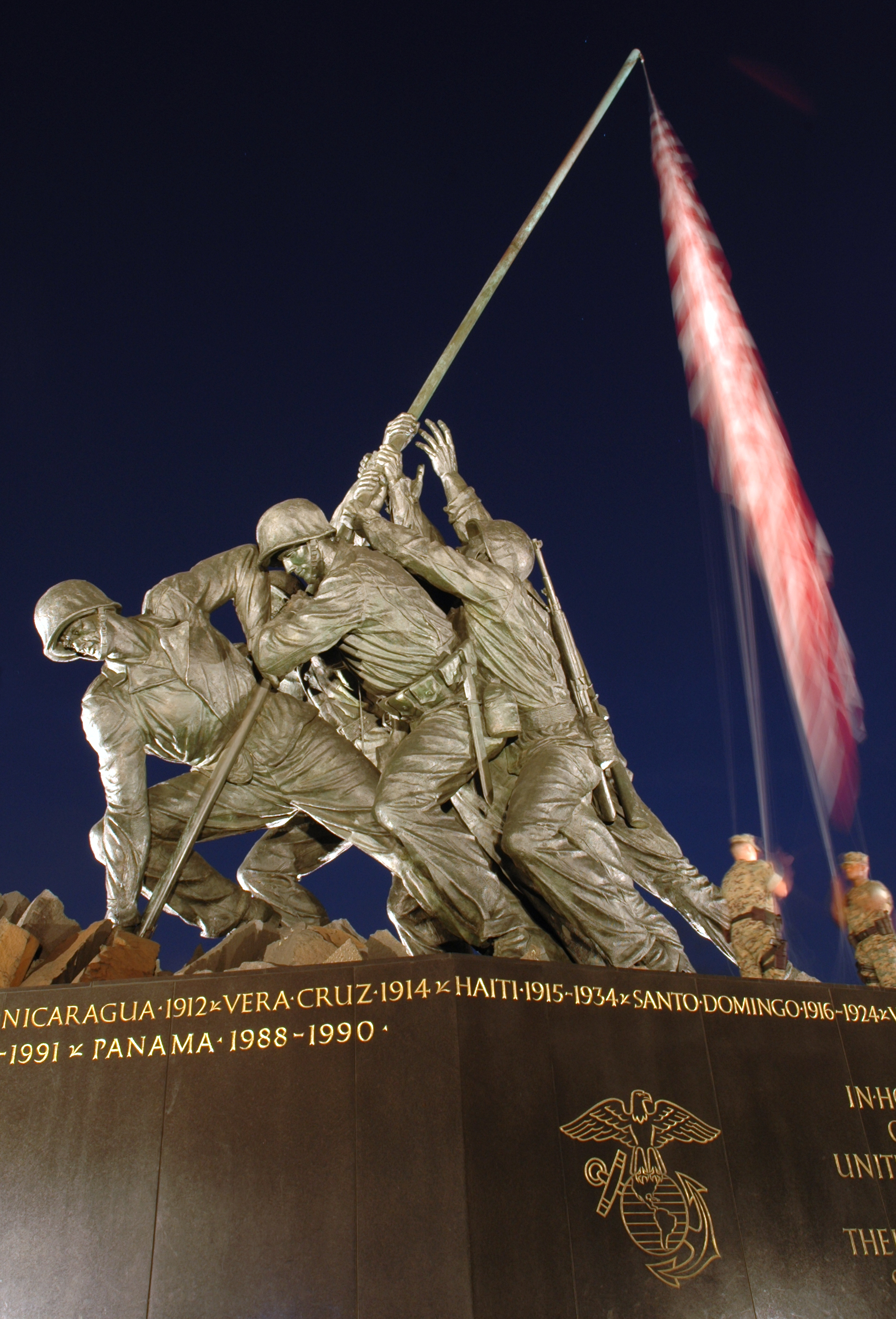
1945年2月23日に硫黄島摺鉢山で星条旗を立てる海兵隊の兵士達を撮った写真『硫黄島の星条旗』を元に作られた記念碑『海兵隊戦争記念碑』。当番兵が棹の後ろに控えていることから分かるように、旗は掲揚・降納できる またこの記念碑はそのまま海兵隊憲兵隊のバッジに意匠が取り入れられている

第二次世界大戦が勃発・拡大してくると、海軍の海兵隊に対する扱いがそれまでのものから180度変わるようになった。
陸軍は戦略上、ヨーロッパ戦線に主眼を置き、太平洋方面の戦いに消極的であったので、太平洋方面は大規模な地上戦兵力を持たない海軍が島嶼の制圧も含めて単独で戦わざるを得ない状況に陥ったことで海軍と連携する地上戦兵力を確保する必要に迫られ、それには海軍と同じ海軍省の所管にある陸上戦闘集団である海兵隊と連携する以外に打開策がなくなったからである。アーネスト・キング合衆国艦隊司令長官は、ジョージ・マーシャル陸軍参謀総長による海兵隊の陸軍吸収案に強硬に反対すると共に、従来、海軍長官の指揮下にあった海兵隊を、海軍長官ではなく大統領に直属している合衆国艦隊の指揮下に置く手続きを取った。そして陸軍の反対を押し切って海兵隊の兵力を4個師団に増やし、さらに1個師団を追加しようとした。
第二次世界大戦時の海兵隊は、戦間期のオレンジ計画を元に1930年代から島嶼における、敵前強行上陸を主体とする作戦展開を研究したほか、海兵隊航空団を拡充し、海兵隊装備委員会では敵前強行上陸において効率的に作戦が進むよう LVT など海兵隊独自の戦闘車両を始めとする装備の研究が行われており、太平洋戦争開戦後は海軍と連携しての三次元作戦が行える段階にまで調整されていた。
このような経緯で第二次世界大戦時の海兵隊は太平洋を主な戦場として戦い、水陸両用軍団として参加したガダルカナル島、ギルバート諸島・マーシャル諸島、サイパン島、ペリリューの戦いを始めとするマリアナ諸島、硫黄島、沖縄などにおける日本軍との激戦の経験は、現在のアメリカ海兵隊の基礎となり、敵前強行上陸などでの活躍は海兵隊の存続に貢献した。
ちなみに1945年2月19日の硫黄島への敵前強行上陸で生じた戦死者501名は、1日の戦闘によって生じた戦死者数としては、海兵隊創設以来、2011年までの間において最大である。硫黄島擂鉢山に星条旗が掲げられた日は、後日「アメリカ海兵隊記念日」に制定されている。
同年3月には連邦議会の決議によって海兵隊の最高階級は大将となり、アレクサンダー・ヴァンデグリフト海兵隊総司令官は同年4月4日付けで海兵隊初の大将となった。この頃には海兵隊は6個師団、士官3万7000人、兵卒48万人にまで膨らんでおり、来るべき日本本土上陸作戦に備えていたが、作戦発動前に日本は降伏した。
第二次世界大戦中の統合参謀長会議には海兵隊司令官は招かれなかったが、戦後は必要に応じて招かれるようになり、やがて正規メンバーとなった。

### 第二次世界大戦以後
第二次世界大戦後は朝鮮戦争において韓国救援の先遣部隊として派遣され、釜山に追い詰められた国連軍の中の米軍の中核として困難な時期を支え、ダグラス・マッカーサー元帥の立案した仁川上陸作戦（クロマイト作戦）に中核戦力として用いられ、上陸後のソウル奪還にも一番乗りの一翼を担った。また、中華人民共和国の参戦によって総崩れとなった国連軍の殿（しんがり。最後尾防衛）を務めたのも海兵隊であった。その後もゲリラの掃討戦に従事し、アメリカ軍やイギリス軍（イギリス連邦軍）、大韓民国軍やベルギー軍などから構成された国連軍が行った攻勢には常に主力として用いられ、海兵隊は朝鮮戦争の休戦を38度線の防御陣地で迎えることになる。
その後も、ベトナム戦争、グレナダ侵攻、湾岸戦争、イラク戦争など、米国の行った大規模軍事行動には常に最前線に投入され、海兵部隊は規模の大小はあるものの全世界に展開されており、有事の際には世界中どこにでも展開できる能力 を保有している。
創設以来、志願制による補充を原則としてきたが、第二次世界大戦中およびベトナム戦争中には徴兵による補充を行っている。

### 2020年代
増強する中国人民解放軍に対し、デービッド・バーガー総司令官が、Force Design 2030 を発表した。人員を現在の18万9000人から1万2000人削減し、戦車の全廃、歩兵大隊を24個から21個へ、歩兵大隊(予備役)を8個から6個へ、砲兵中隊を21個から5個へ、水陸両用車を運用する水陸両用車大隊を6個から4個へ、3個の架橋中隊の削減する。また航空隊に関してもF-35B/Cの飛行隊の定数を16機から10機に削減へ、現役中型ティルトローター飛行隊を17個から14個へ、重輸送ヘリコプター中隊を7個から5個へ、軽攻撃ヘリコプター中隊を7個から5個へ削減する。またロケット砲兵中隊を14個から21個の増強、軽装甲偵察中隊を9個から12個へ、航空給油輸送機中隊を3個から4個へ、無人機中隊を3個から6個への増強する。
またアメリカ海軍の作戦を支援するために、小規模なチームに分散し、揚陸艇などで南シナ海や東シナ海に点在する離島や沿岸部に上陸し、地対艦ミサイル攻撃や補給基地として機能する前方展開前線基地を計画している。これに伴って沖縄に沿岸連隊が創設される。
ただバーガー総司令官の改革に対して、「海兵隊には多くの任務が付与される。中東、欧州、朝鮮半島などで海兵隊が陸上作戦を命じられた場合に戦車なしでは対応できなくなる。行き過ぎた改革には問題がある」という批判もある。
2023年7月にはバーガー総司令官が任期満了となり、ジョー・バイデン政権はエリック・スミス副司令官を後任とする人事を決定していたが、上院公聴会で野党・共和党の議員が国防総省の中絶に対する考え方を問題視し承認を留保したため、2023年7月11日以降はスミスが司令官代理となり、1859年以来164年ぶりに司令官が不在という事態に陥っている。

## 組織
軍政・部隊管理面では海軍と同じく、海軍省（海軍長官）の監督下にある。海兵隊総司令官は海兵隊の中で最高位の軍人であって、官職としての海兵隊総司令官は海兵隊の最高指揮官である。統合参謀本部の一員でもあり、海軍長官（文官）に直属している。これは海軍作戦部長（海軍軍人最高位）と同格の職位である。海兵隊総司令官は、軍政・部隊管理面での権限を有し、海兵隊をいつでも戦闘可能な状態に保つ責任があるが、軍令・作戦指揮権限は有していない。軍令・作戦指揮については、各統合軍司令官を通じて行なわれる。
海兵隊の上部機構として、海兵隊司令部 (HQMC) がバージニア州に設置されている。作戦部隊 (Marine Corps Forces, MARFOR) は海兵隊総軍 (United States Marine Corps Forces Command, MARFORCOM) および太平洋海兵隊 (MARFORPAC, Marine Forces Pacific)、海兵隊予備役 (MARFORRES, Marine Forces Reserve) で構成されており、海兵隊総軍は第2海兵遠征軍を、太平洋海兵隊は第1海兵遠征軍・第3海兵遠征軍を、海兵隊予備役は第4海兵師団を指揮する。これらは各統合軍へ兵力を派遣している。
海兵隊は航空部隊も含めた諸兵科統合部隊であり、米陸軍とは異なった編制を取っている。通常編制が戦闘を見越した海兵空地任務部隊（MAGTF、マグタフ、Marine Air-Ground Task Force）編制となっている。MAGTF の最大規模のものは海兵遠征軍 (MEF, Marine Expeditionary Force) であり、1個海兵師団および1個海兵航空団からなる。必要に応じ、より小規模な海兵遠征旅団 (MEB, Marine Expeditionary Brigade) や海兵隊遠征隊 (MEU, Marine Expeditionary Unit) が編成される。平時において MAGTF は、MEF で3隊、MEB で3隊、MEU で7隊を編制し、有事にはこれらが組み合わされ、組み替えられて作戦が実行される。
特殊部隊として海兵隊特殊作戦司令部 (MARSOC, Marine Forces Special Operations Command) に2個大隊基幹の戦力を有するほか、常設されている7つの海兵遠征隊 (MEU) すべてが特殊作戦能力を有している。

### 編制
- 海兵隊総軍 (MarForCom)
  - 第2海兵遠征軍
    - 第2海兵師団
    - 第2海兵航空団
    - 第2海兵兵站群
    - 第2海兵遠征旅団
    - 第22海兵遠征部隊
    - 第24海兵遠征部隊
    - 第26海兵遠征部隊
- 太平洋海兵隊 (MarForPac)
  - 第1海兵遠征軍
    - 第1海兵師団
    - 第3海兵航空団
    - 第1海兵兵站群
    - 第1海兵遠征旅団
    - 第11海兵隊遠征隊
    - 第13海兵隊遠征隊
    - 第15海兵隊遠征隊

  - 第3海兵遠征軍
    - 第3海兵師団
    - 第1海兵航空団
    - 第3海兵兵站群
    - 第3海兵遠征旅団
    - 第31海兵遠征部隊
- 海兵隊予備役集団 (MarForRes)
  - 第4海兵師団
  - 第4海兵航空団
  - 第4海兵兵站群

### 解散した部隊
- 第5海兵師団
- 第6海兵師団

## 階級

### 士官
- 士官 (Officers) の階級に元帥は設定されていない。

| 給与等級   | O-1                      | O-2                     | O-3                      | O-4           | O-5                       | O-6                                       | O-7                      | O-8                  | O-9                       | O-10              |
| ---------- | ------------------------ | ----------------------- | ------------------------ | ------------- | ------------------------- | ----------------------------------------- | ------------------------ | -------------------- | ------------------------- | ----------------- |
| 階級章     | gold vertical bar        | silver vertical bar     | two silver vertical bars | gold oak leaf | silver oak leaf           | silver eagle with shield clutching arrows | single silver star       | two silver stars     | three silver stars        | four silver stars |
| 階級名称   | 少尉 (Second Lieutenant) | 中尉 (First Lieutenant) | 大尉 (Captain)           | 少佐 (Major)  | 中佐 (Lieutenant Colonel) | 大佐 (Colonel)                            | 准将 (Brigadier General) | 少将 (Major General) | 中将 (Lieutenant General) | 大将 (General)    |
| 略称       | 2ndLt                    | 1stLt                   | Capt                     | Maj           | LtCol                     | Col                                       | BGen                     | MajGen               | LtGen                     | Gen               |
| NATOコード | OF-1                     | OF-1                    | OF-2                     | OF-3          | OF-4                      | OF-5                                      | OF-6                     | OF-7                 | OF-8                      | OF-9              |

### 准士官
准士官 (Warrant Officers) の階級の最上位は5等、最下位は1等である。1等は国防長官によって任命され、2等以上は大統領によって任命される。また、准尉以上は階級章が袖から肩に移る。
| 給与等級   | W-1                           | W-2                               | W-3                               | W-4                               | W-5                                           |
| ---------- | ----------------------------- | --------------------------------- | --------------------------------- | --------------------------------- | --------------------------------------------- |
| 階級章     | gold bar with two red squares | gold bar with three red squares   | silver bar with two red squares   | siver bar with three red squares  | silver bar with a red line down the long axis |
| 階級名称   | 1等准尉 (Warrant Officer 1)   | 2等准尉 (Chief Warrant Officer 2) | 3等准尉 (Chief Warrant Officer 3) | 4等准尉 (Chief Warrant Officer 4) | 5等准尉 (Chief Warrant Officer 5)             |
| 略称       | WO1                           | CWO2                              | CWO3                              | CWO4                              | CWO5                                          |
| NATOコード | WO-1                          | WO-2                              | WO-3                              | WO-4                              | WO-5                                          |

### 下士官・兵
下士官・兵(Enlisted)
- 伍長より制服（ブルードレスB）のズボンに赤い線が入る

| 給与等級   | E-1              | E-2                          | E-3                                | E-4                              | E-5                                | E-6                                                | E-7                                                | E-8                                                  | E-8                                           | E-9                                                | E-9                                       | E-9                                                                                         |  |
| ---------- | ---------------- | ---------------------------- | ---------------------------------- | -------------------------------- | ---------------------------------- | -------------------------------------------------- | -------------------------------------------------- | ---------------------------------------------------- | --------------------------------------------- | -------------------------------------------------- | ----------------------------------------- | ------------------------------------------------------------------------------------------- |  |
| 階級章     | 階級章なし       | single chevron               | single chevron with crossed rifles | two chevrons with crossed rifles | three chevrons with crossed rifles | three chevrons up and one down with crossed rifles | three chevrons up and two down with crossed rifles | three chevrons up and three down with crossed rifles | three chevrons up and three down with diamond | three chevrons up and four down with bursting bomb | three chevrons up and four down with star | three chevrons up and four down with Eagle, Globe, and Anchor insignia flanked by two stars |  |
| 階級名称   | 二等兵 (Private) | 一等兵 (Private First Class) | 上等兵 (Lance Corporal)            | 伍長 (Corporal)                  | 三等軍曹 (Sergeant)                | 二等軍曹 (Staff Sergeant)                          | 一等軍曹 (Gunnery Sergeant)                        | 曹長（専門職） (Master Sergeant)                     | 先任曹長（管理職） (First Sergeant)           | 上級曹長（専門職） (Master Gunnery Sergeant)       | 最上級曹長（管理職） (Sergeant Major)     | 海兵隊最先任上級曹長 (Sergeant Major of the Marine Corps)                                   |  |
| 略称       | Pvt              | PFC                          | LCpl                               | Cpl                              | Sgt                                | SSgt                                               | GySgt                                              | MSgt                                                 | 1stSgt                                        | MGySgt                                             | SgtMaj                                    | SgtMajMarCor                                                                                |  |
| NATOコード | OR-1             | OR-2                         | OR-3                               | OR-4                             | OR-5                               | OR-6                                               | OR-7                                               | OR-8                                                 | OR-8                                          | OR-9                                               | OR-9                                      | OR-9                                                                                        |  |

## 入除隊と昇進

### 入隊

一等軍曹への名誉昇進で、ブルードレスを着たR・リー・アーメイ。左腕の2本の帯は精勤章（service stripe）で、勤続10年を表している

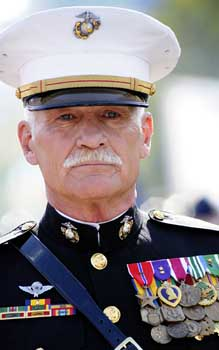
大尉としてブルードレスを着るデイル・ダイ。胸にはブロンズスターメダルとパープルハート章を着けている

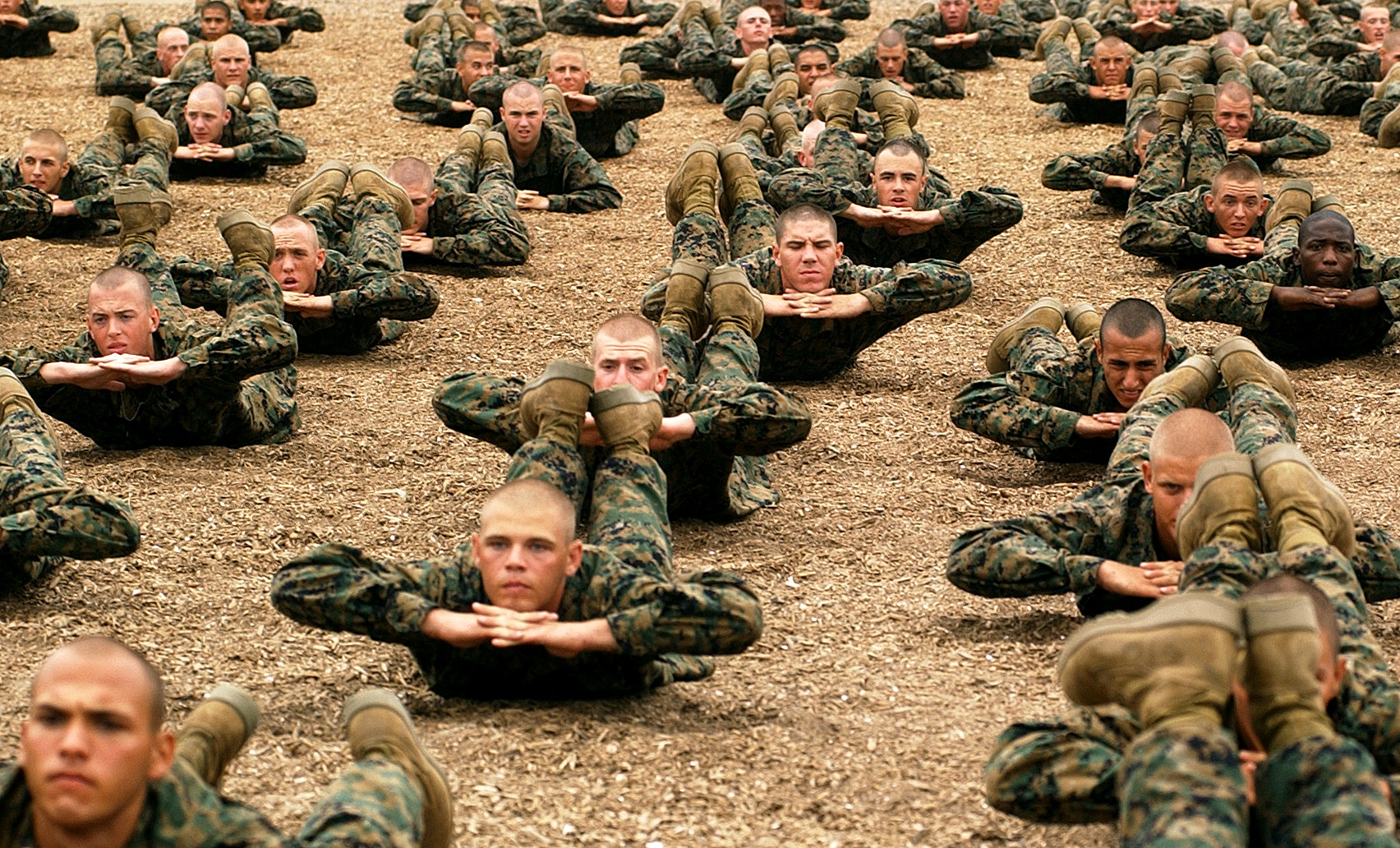
サンディエゴ訓練所での訓練（2006年）

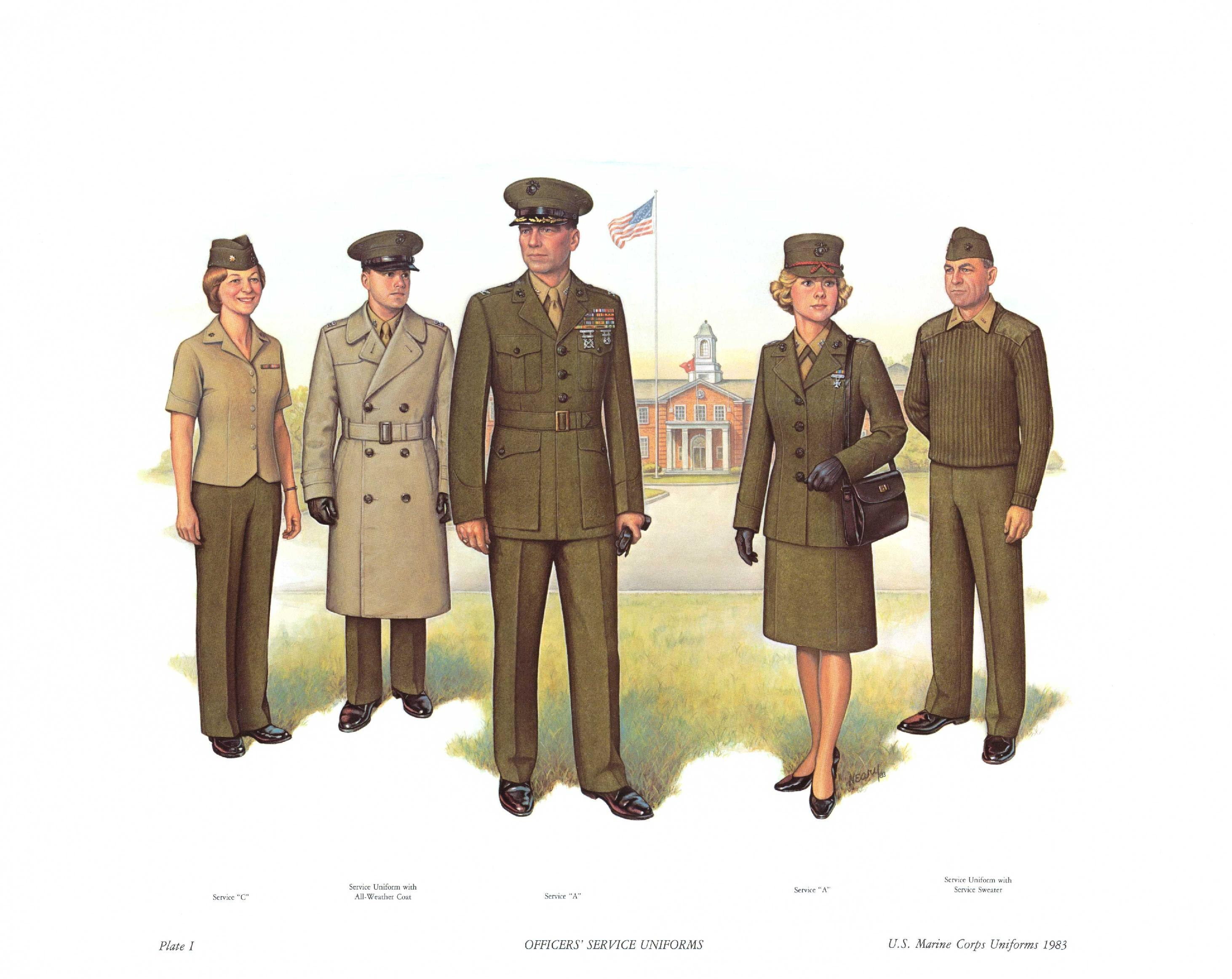
士官クラスのサービスドレス

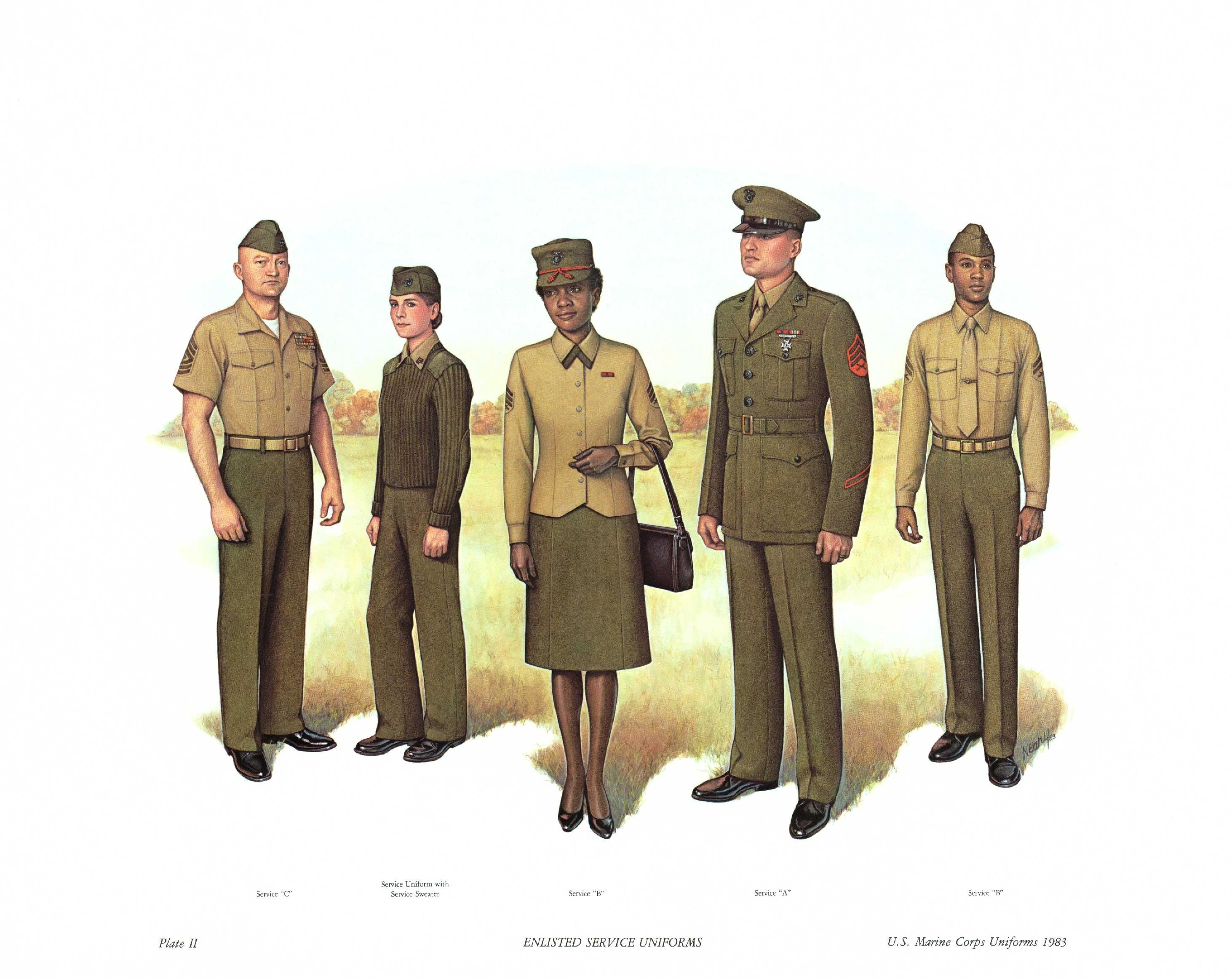
下士官・兵クラスのサービスドレス

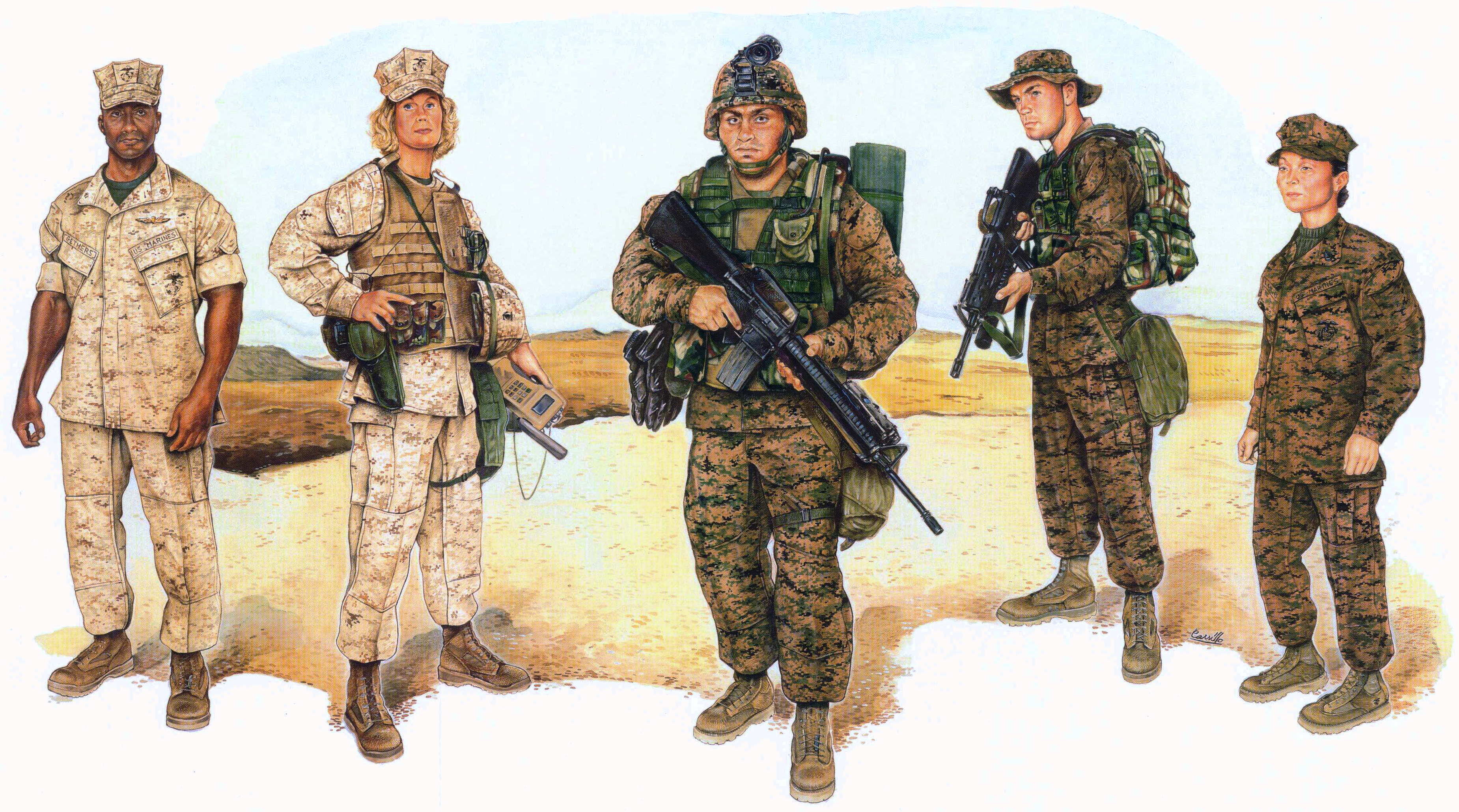
MARPAT（MARines corps PATtern）迷彩戦闘服

伝統的に志願制を採り、少数精鋭を目指している海兵隊では、入隊志願者は採用時に選別されるため、入隊する人数はそれほど多くない。
兵卒
志願者は海兵隊ブートキャンプという志願者訓練所（カリフォルニア州サンディエゴ訓練所と、サウスカロライナ州パリス・アイランド訓練所の2か所が存在）に入所して訓練を受ける。
訓練所内では男女は同様の訓練を受けるが、訓練そのものは別々で行われる。海兵隊の入隊教育期間は13週間（＝3か月強）におよび、4軍の中でも最も長く、苛烈な練兵を行う。練兵では入営者の個性を徹底的に否定し、団体の一員として活動させ、命令に対する即座の服従を叩き込まれる。ついて来られない者は容赦なく民間社会に戻され、練兵訓練を修了した者のみが「Marine（海兵）」と名乗ることを許される。海兵隊除隊後に他の軍に入隊しても再度練兵訓練を受ける必要は無いが、他軍を除隊して海兵隊に入隊した者は、それまでの功績を問わず海兵隊の練兵訓練を受けなければならない。訓練生は海兵隊マーシャルアーツプログラムのタンベルト（茶帯）と、海兵隊上級射手章（「Rifle Marksman」以上）を取得しなければならない。
厳しい体力錬成や戦闘訓練などの試練に耐えた者だけが訓練期間終了と同時に一等兵または二等兵として任用され、海兵隊隊員となる。志願採用時に各人の経歴に応じてブートキャンプ後に一等兵か二等兵になるかがあらかじめ契約されており、訓練所内での成績、席次は関係ない。ブートキャンプを修了した新人海兵は、歩兵は歩兵学校 (School of Infantry)、他の兵科では戦闘訓練課程 (Marine Combat Training) および兵科別学校において継続訓練を受けた後に、各部隊に配属される。
士官
海兵隊は陸軍のウエストポイントや海軍のアナポリス、空軍のコロラドスプリングスといった独自の士官学校を持たず、入隊する士官は大学卒業が最低条件（卒業証明書が必要）で全米の大学からの卒業生や多様な職業の者が入隊を希望して来る。
これらの士官希望者は、まず海兵隊の士官候補生学校 (Officer Candidate School、OCS) に入校し、10週間の訓練を受けて修了することが求められる。アナポリス卒の士官候補生が海兵隊将校に任官する道もある。各大学に設けられている予備役将校訓練課程を修了すれば海兵隊少尉に任官される。教育は前半2年間は海軍関係を、後半2年間は海兵隊について学ぶ。無事にOCSを修了すると海兵隊少尉 (2nd Lieutenant) に任官され、すぐに続けてバージニア州クアンティコの米海兵隊基礎訓練校 (TBS、The Basic School) に入校し、6か月間の訓練と教育を受ける。TBSでの成績が期間中に規定レベルに達しない者は海兵少尉の任官が取り消される。TBS卒業によって真の米海兵隊士官となる。

### 昇進
兵卒
海兵隊に入隊した兵は、二等兵に任用される。入隊契約で初期教育課程終了後一等兵への昇進が確約されている者は課程修了を以って直ちに昇進するが、その他は入隊から6か月後。
一等兵昇進からさらに9か月経つと上等兵に昇進する。
士官
士官候補生として入隊して小隊指揮官課程 (Platoon Leader Course) を終えると少尉に任官し、1年に及ぶ基本術科学校 (The basic School) の課程を終えると専門別に1週間から16か月の教育を受ける。
少尉任官後の5-6年の勤務を経て、成績がよければ大尉に昇進し、10年から12年経つと有望な士官は少佐となるための専門教育を受けて昇進するが、佐官は非常に狭き門であり少佐にまでなれる人間は少ない。
さらに将官を目指すものはアメリカ海兵隊指揮幕僚大学 (Marine Corps Command and Staff College) へ入学して教育を受ける。
ごく少数ではあるが、兵卒から選抜された優秀な者はOCSへの入校資格が与えられる。OCSで必要な研修を終了すると准士官に任命され、さらに少尉以上への昇進も可能である。著名な選抜者にはブロンズスターメダルとパープルハート章を授与されたデイル・ダイなどがいる。

### 除隊
名誉除隊
軍人として在役中の成績が概ね良好で、軍法会議または民事訴訟などの対象にならずに一定の条件を満たして除隊した者は、名誉除隊となり、名誉除隊証書が交付される。名誉除隊証書の交付を受けると、福利厚生・生活保障の面においてさまざまな恩典を受けることができる。海兵隊において名誉除隊となる勤務成績以外の主な条件は、次のようなもの。
- 20年以上の勤続（大尉で定年を迎える・佐官に昇進している。）
- 傷痍除隊（戦傷によって職務への復帰が不可能と判断された場合がこれに当たる。勤続年数を問わない。）
- 名誉ある職業 への転職（勤続年数を問わない。）

普通除隊
軍人として在役中の成績が概ね良好で、軍法会議または民事訴訟などの対象にならなかったが、名誉除隊の条件を満たせずに除隊した者は普通除隊になる。例としては以下の通り。
- 2度昇進を見送られた者
- 尉官（中尉・少尉）のまま勤続20年目を迎え、佐官に昇進出来なかった者
- 勤続19年目以前に昇進見送りとなった者

不名誉除隊
軍法会議による有罪判決の確定、犯罪で逮捕されるなど、軍人として不名誉な行為に対する懲戒処分の一種で、強制的に除隊させられる。
不名誉除隊となった場合、軍人年金や退職金の不支給をはじめとして事実上退役軍人としてのあらゆる権利を剥奪される他、不名誉除隊後は、次のような不利益を被ることがある。
- 医療保険の停止
- 市民権の停止
- 再就職の際においては、履歴書に不名誉除隊の旨の記載を義務付けられる。
- 銃器所持の制限（銃規制で非海兵隊員の民間人と同等になる）

Once a Marine, Always a Marine.なので、除隊後も「元海兵隊員」ではなく「海兵隊員」と呼ばれ続けるが、不名誉除隊となった場合は「海兵隊員」はおろか「元海兵隊員」と名乗ることすら禁止される。

## 基地
基地については、アメリカ海兵隊の陸上施設一覧を参照。

## 広報誌
- Okinawa Marine - 沖縄県内の米軍基地で配布、Web版もある。2014年2月28日に発行が中止された。

## 主な装備

### 車両
- LAV-25
  - LAV-25 ×488
  - LAV-C2 ×66
  - LAV-LOG ×127
  - LAV-MEWSS ×14
  - LAV-R ×45
  - LAV-AT ×106
  - LAV-M ×65
  - LAV-JSLNBCRS ×31

- AAV-7
  - AAV-7A1 ×1,200
  - AAVRA1 ×60

- ACV ×54
- M142 HIMARS
- FMTV
- MTVR ×11,400
- LVS
- LVSR
- クーガーMRAP ×1,725
- L-ATV ×3,700
- M-ATV ×704
- HMMWV
- グロウラーITV
- MRZR（英語版）
- M1150 ABV ×42
- バッファロー ×38
- Husky VMMD（英語版）
- M60 AVLB ×30
- M9ACE
- P-19R ARFF（英語版）

### 航空機[5]

#### 戦闘機・攻撃機
- AV-8B/+ ハリアーII ×84

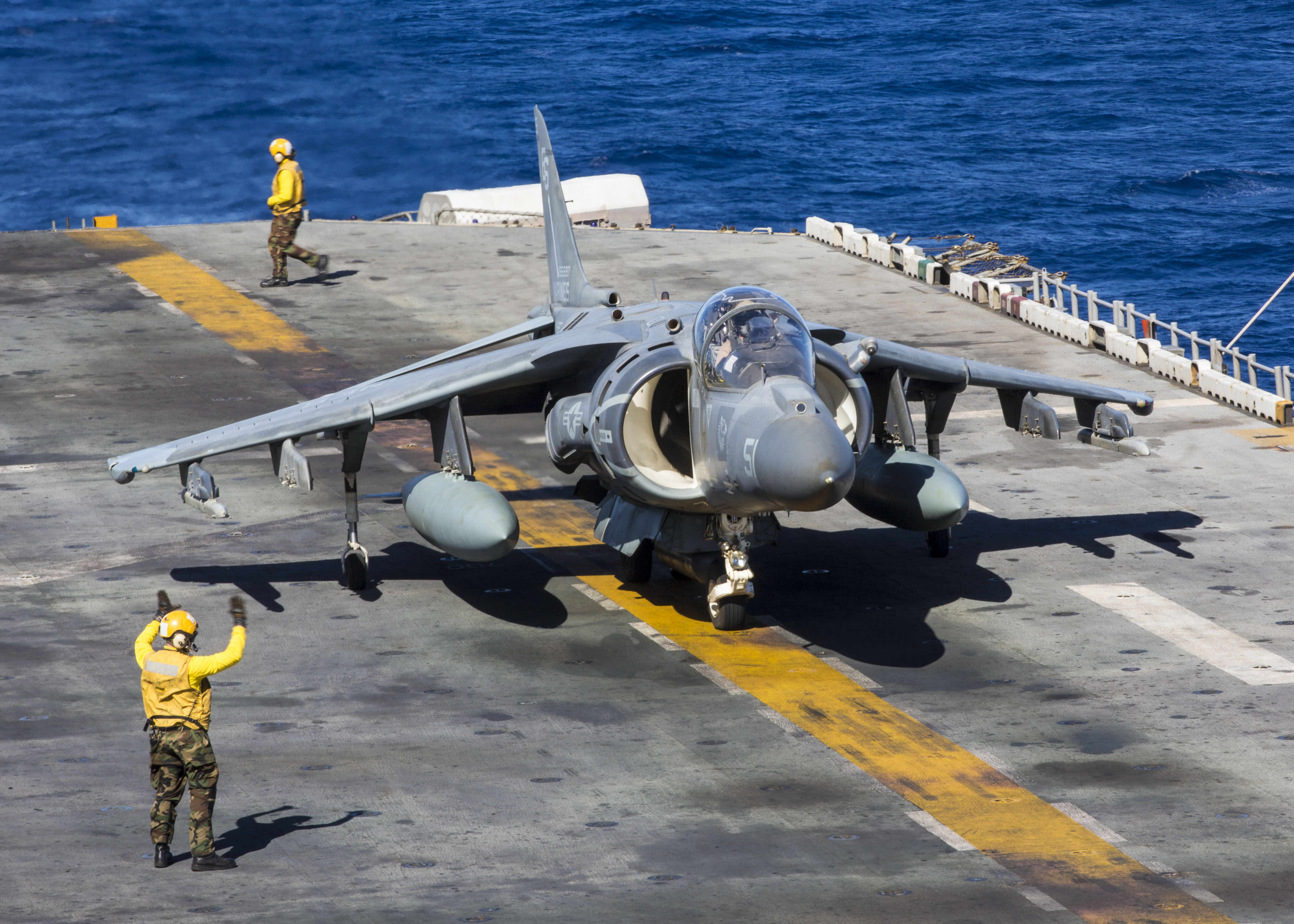
AV-8B ハリアーII

- F/A-18A/C/D ホーネット ×182
- F-35B/C ライトニングII ×160

#### 給油機
- KC-130J ×74

#### 輸送機
- セスナ サイテーション ×10
- ガルフストリームIV ×1
- UC-12F ヒューロン ×15

#### 回転翼機
- AH-1Z ヴァイパー ×178
- CH-53E スーパースタリオン ×131
- CH-53K キングスタリオン ×17
- MV-22 オスプレイ ×310
- UH-1Y ヴェノム ×127

#### 練習機
- F-5F/N タイガーII ×12
- T-34 メンター ×2
- TAV-8B ×12

### 小火器
- M9
- グロック M007
- M45A1
- M18
- M16A2/A4
- M4A1
- M27
- Mk18 Mod 1（英語版）
- FN SCAR
- M39 EMR
- Mk12 Mod 1（英語版）
- M38 DMR

- Mk13 Mod 7
- Mk11 Mod 0
- M110
- M40A3/A5/A6（英語版）
- M82(M107)
- M21
- M870
- M1014
- モスバーグ 500
- コルト9mmSMG
- MP5
- M2 ブローニング機関銃
- M240機関銃
- Mk 48
- M249軽機関銃

- M203
- M320
- M32 MGL
- Mk19
- M72 LAW
- M202ロケットランチャー
- AT4
- SMAW ロケットランチャー
- FGM-148 ジャベリン
- BGM-71 TOW
- FIM-92 スティンガー

### 火砲
- M224 60mm 迫撃砲
- M252 81mm 迫撃砲
- 120mm迫撃砲 RT
- M777 155mm榴弾砲
- M119 105mm榴弾砲

## アメリカ海兵隊出身の有名人

### 政治家・官僚
- フセイン・モハメド・ファラー・アイディード - ソマリアの政治家
- ジェイムズ・E・ウェッブ - NASA長官
- ジョン・ウォーナー - 海軍長官、上院議員
- ジョン・グレン - 宇宙飛行士、上院議員
- ジョージ・シュルツ - 国務長官、労働長官、財務長官

- ジェイムズ・ベイカー - 財務長官、国務長官
- ジェームズ・マティス - 海兵隊大将、国防長官
- マイケル・マンスフィールド - 駐日大使
- ロバート・モラー - FBI長官

### 俳優
- R・リー・アーメイ[注 10]
- ブライアン・キース
- スコット・グレン
- ジョージ・C・スコット
- ジーン・ハックマン

- リー・マービン
- スティーブ・マックイーン
- デイル・ダイ[注 11]
- アダム・ドライバー

### 音楽
- ジョン・フィリップ・スーザ - 作曲家、指揮者
- ドン・エバリー - ロック歌手
- フィル・エバリー - ロック歌手
- フィリップ・ラボンテ - ヘヴィメタルバンドのオール・ザット・リメインズのボーカル

### スポーツ選手
- テッド・ウィリアムズ - プロ野球選手
- ロベルト・クレメンテ - プロ野球選手
- ジョー・ルーツ - プロ野球選手および指導者、元広島東洋カープ監督
- レオン・スピンクス - ボクシング世界チャンピオン、モントリオールオリンピック金メダリスト
- リー・トレビノ - プロゴルファー
- ケン・ノートン - ボクシング世界チャンピオン
- ジャメル・ヘリング - ボクシング世界チャンピオン

- ボブ・マサイアス - ロンドン・ヘルシンキオリンピック金メダリスト、後に政治家
- ビリー・ミルズ - 1964年東京オリンピック金メダリスト
- サージェント・スローター（ロバート・リーマス） - プロレスラー
- ランディ・オートン - プロレスラー。不名誉除隊処分
- バーニー・ロス - ボクシング世界チャンピオン
- ブライアン・スタン - 総合格闘家。シルバースター受賞者
- ジェイク・エレンバーガー - 総合格闘家

### 実業家
- アーサー・オークス・ザルツバーガー・ジュニア - ニューヨーク・タイムズ代表者
- フレデリック・W・スミス - フェデックス創立者
- トム・モナハン - ドミノ・ピザ創立者
- ポール・タトル・シニア - バイクメーカー「オレンジ・カウンティ・チョッパーズ」CEO

### その他
- ロン・コーヴィック - 作家
映画『7月4日に生まれて』の原作者
- アンソニー・スウォフォード（英語版） - 作家
映画『ジャーヘッド』の原作者
- グスタフ・ハスフォード - 作家
映画『フルメタル・ジャケット』の原作者
- ユージン・ストーナー - 銃器設計者
彼が設計したAR-15が改良の後にM16としてアメリカ軍に採用される
- アンソニー・ジニー（英語版） - 外交政策評論家、元アメリカ中央軍司令官

- エドワード・G・サイデンステッカー - 文学者、評論家
日本文学を世界に紹介。海兵隊員としては硫黄島の戦いに従軍。
- チュー・イェン・リー
アジア系初の海兵隊士官
- リー・ハーヴェイ・オズワルド
ジョン・F・ケネディ大統領暗殺犯
- エリック・ロビンソン
TBSのさんまのSUPERからくりTVのコーナー、「セインのファニエスト外語学院・日本語学科」に出演していた

### アニメ・ゲーム・漫画・小説の登場人物
- バッグス・バニー - アニメ『ルーニー・テューンズ』のキャラクター
- ビリー・コーエン - 『バイオハザードシリーズ』のキャラクター
- ジェド・豪士 - 工藤かずや原作・浦沢直樹画『パイナップルARMY』の主人公（本編では既に除隊―ベトナム戦争時代に所属）
- ケネス・ヤマオカ - かわぐちかいじ作『イーグル』主人公である城鷹志の父で米大統領選候補（本編では既に除隊―ベトナム戦争時代に所属）
- メリッサ・マオ - 賀東招二作の小説を原作とするメディアミックス作品、『フルメタル・パニック!』シリーズの登場人物（本編では既に除隊―不名誉除隊）
- 南雲弓 - 野上武志著・アナステーシア・モレノ原案の漫画『まりんこゆみ』の主人公（夢はアメリゴ大統領、現在は沖縄にあるキャンプ・コートニーの隊舎で生活）
- ジャック・ライアン - トム・クランシー作『ジャック・ライアンシリーズ』の主人公（本編では既に除隊―ヘリコプターの墜落事故による負傷のため）
- リロイ・ジェスロ・ギブス - 『NCIS 〜ネイビー犯罪捜査班』に登場する主人公でありNCIS特別捜査官。（本編では既に除隊ー最終階級は一等軍曹。狙撃手として湾岸戦争や極秘任務などに従軍しており銀星勲章やパープルハート勲章など数多くの勲章を叙勲している。)
- ルイス・スミス - Cygames製作のアニメ『勇気爆発バーンブレイバーン』の準主人公。設定上では第3海兵遠征軍第3海兵師団に所属する。